# مردم مولدووا
مردم مولداویایی یا مردم موادووا بزرگ‌ترین گروه قومی کشور مولداوی هستند. ۷۵٫۸٪ جمعیت این کشور را تشکیل می‌دهند. همچنین به عنوان اقلیت در اوکراین و روسیه حضور دارند.